# Bornstedt (Potsdam)
Bornstedt ist ein Stadtteil der Stadt Potsdam mit rund 15.000 Einwohnern. Er wird von der Pappelallee und dem Schlosspark Sanssouci im Süden, der Amundsenstraße im Westen und der Nedlitzer Straße im Norden und Osten begrenzt. Im Süden schließt sich die Jägervorstadt an, im Osten die Nauener Vorstadt, im Norden Nedlitz und im Westen Bornim.

## Geschichte
Das Dorf Bornstedt entstand wahrscheinlich in der Zeit 1160 bis 1200. Für den Namen „Bornstedt“ sind mehrere Quellen denkbar:
1. „Boruta“ bezeichnet einen Waldgeist bzw. Fichtenwildnis in der slawischen Mythologie,
2. „Bos“ bedeutet sandige Landschaft mit Birken, Ahorn, Fichten und Espen,
3. Die Familie Bornstedt aus der Grafschaft Mansfeld siedelte im 12. Jahrhundert in die uckermärkische, vorpommersche Region und brachte ihren Namen ein.

Das Gutsgebiet des 1304 erstmals erwähnten Dorfes Bornstedt reichte von der heutigen Friedrich-Ebert-Straße im Osten bis zum Habichtweg im Westen, umfasste den Schragen, die Alexandrowka und den Kapellenberg. Nordgrenze war die noch heute so heißende Grenzallee. Südlich der Potsdamer Straße gehörten das Katharinenholz und Lindstedt, der Hopfenkrug und das Gelände um das Neue Palais und die halbe Kaiser-Friedrich-Straße dazu. Die Südgrenze war ein Graben am Fuße des Bornstedter Endmoränenbogens, auf dem Schloss Sanssouci, die Orangerie und das Belvedere stehen. Leicht verändert bildet dieser Graben heute die Südgrenze des Parks Sanssouci.
Somit befindet sich ein großer Teil der Potsdamer Parkanlagen auf Bornstedter Gebiet. Die Gemarkungsgrenzen haben sich allerdings mehrfach geändert. Heute gilt nur noch etwa ein Viertel des beschriebenen Gebiets als Gemarkung Bornstedt.
Der Große Kurfürst erwarb das Gut 1664, und König Friedrich Wilhelm I. überließ es dem Potsdamer Waisenhaus als Einnahmequelle. Die bewaldeten Stücke, der Marlygarten und die Weinberge blieben dem König vorbehalten. Im Gutshof wurde eine Brauerei eingerichtet.

### Entstehung des Ruinenbergs

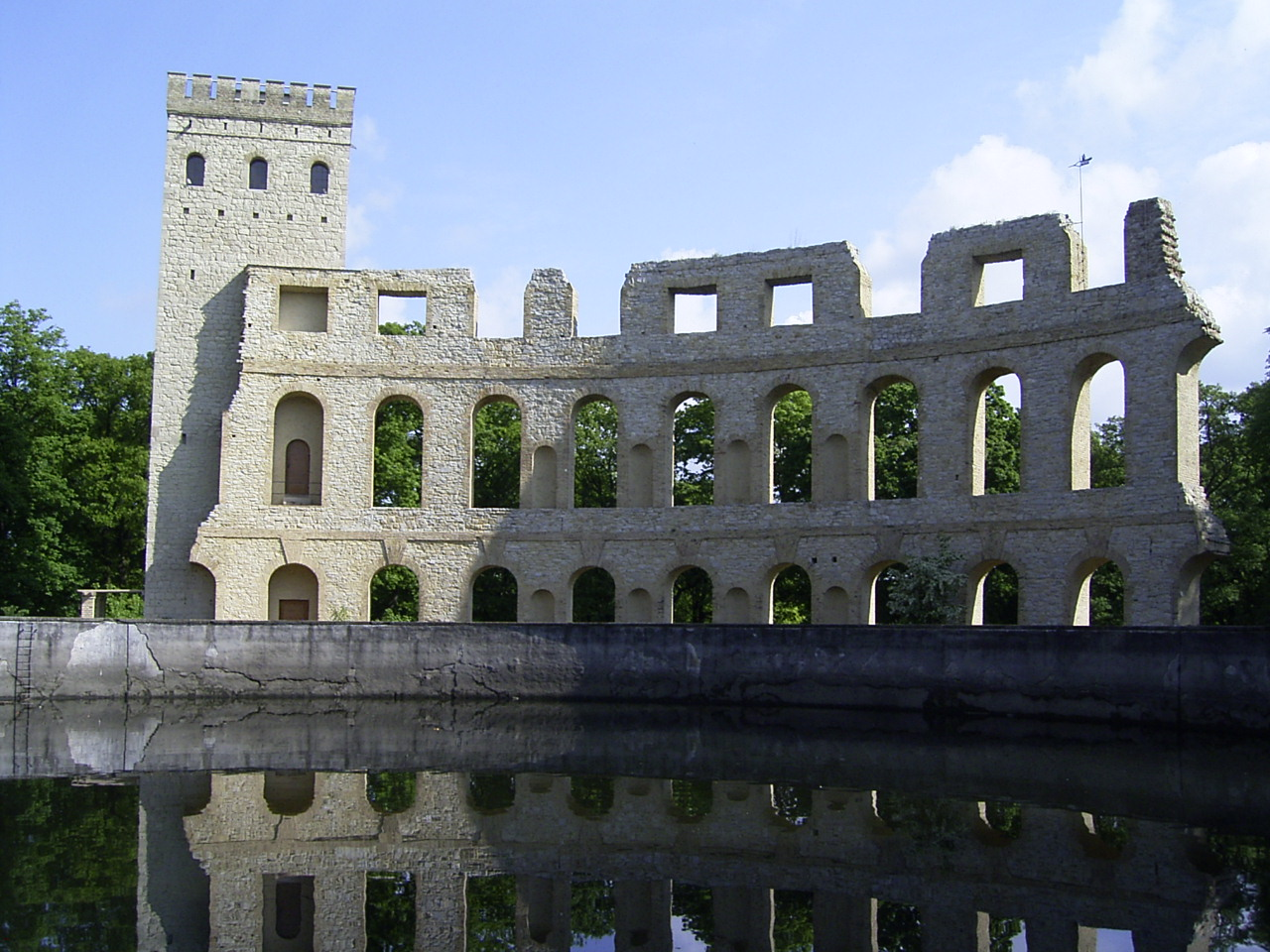
Normannischer Turm und Theaterwand

Friedrich II. legte ab 1744 auf Bornstedter Gebiet einen Weinberg an und ließ ein Schloss bauen, welches unter dem Namen Sanssouci bekannt wurde. Zuvor musste er sich mit dem Waisenhaus auseinandersetzen, das seine Rechte zu wahren wusste und gute Entschädigungen erwirkte.
1745 ließ Friedrich in dem Eichenwald auf dem späteren Ruinenberg, damals Hünenberg oder Höneberg, sowie in den anderen Restwaldstückchen auf dem Bornstedter Feld Rehe und Rebhühner aussetzen. 1746 entstand ein Plan, den Berg als barockes Wildgehege durchzugestalten. Der Acker zwischen Schloss und Berg blieb bestehen, von Fuß zum Gipfel des Berges wurde eine Allee gepflanzt. Weiter hinten auf dem Feld sind die Viereck- und die Fünfeckremise offenbar damals neu angelegt worden. Einige Jahre war Sanssouci also im Norden wie auch im Westen von barocken Jagdgehegen umgeben. Der König schoss hier bis 1748 Vögel.
Alsbald aber verdrängte die Gartenkunst die Jägerei. Der anfangs eingehegte Rehgarten wurde Park, und auch der Höneberg erhielt eine neue Aufgabe. Als nächste größere Erhebung musste er das Reservoir tragen, wenn Sanssouci durch Wasserkünste bereichert werden sollte. 1748 wurde das Reservoir begonnen und das Wild in die anderen Remisen umgesiedelt. Das Becken auf dem Berg erfüllte seinen eigentlichen Zweck wegen technischer Probleme jedoch zunächst nicht, und der König beschloss, es durch eine Ruinenarchitektur zu verzieren. Es wurden künstliche antike Ruinen errichtet, die dem Berg seinen heutigen Namen gaben.

### Einrichtung des Exerzierplatzes
Die Aufrüstung der Armee erforderte größere Exerzierflächen besonders für die Kavallerie. Vermutlich um 1750 bestimmte der König das Bornstedter Feld zum Exerzierplatz. Sowohl das königliche Amt als auch die Kossäten als Amtsuntertanen mussten dulden, dass der im Rahmen der Dreifelderwirtschaft jeweils ungenutzte Teil des Ackers zum Exerzieren diente. Dies galt für das gesamte Gemeindegebiet und nicht nur für den heute unter dem Namen „Bornstedter Feld“ geläufigen Teil.
Unter den Nachfolgern Friedrichs II. zog sich das Militär weiter von Sanssouci zurück. Eine Karte von 1824 gibt an, dass das Mühlenfeld südlich des Ruinenbergs von den Übungen befreit war. Nach der Bauernbefreiung, die 1831 abgeschlossen war, lastete die militärische Nutzung lediglich auf den Amtsäckern und nicht mehr auf den privaten.
Friedrich Wilhelm IV. zog nördlich des Ruinenbergs eine gerade Linie von West nach Ost, um Landwirtschaft und Exerzierplatz ein für alle Mal zu trennen. Hinter dem Ruinenberg verlief seit alten Zeiten ein Feldweg in einer unregelmäßigen Gestalt. Die neue Straße von der Jägerallee nach Bornstedt wurde (wohl 1841/42) schnurgerade durchgezogen und mit kanadischen Pappeln bepflanzt. Seitdem heißt sie Pappelallee. Die neue Trasse lag an der Jägerallee gut 200 m weiter nördlich als der alte Weg.

### Bornstedt als Paradebeispiel der Landesverschönerung
Friedrich Wilhelm IV. förderte seit seinem Regierungsantritt 1840 die Landesverschönerung und Gartenkunst. Bornstedt war hierbei von besonderem Interesse, weil es in unmittelbarer Nähe seiner Sommerresidenz Sanssouci lag. Die Verschönerung der Bornstedter Umgebung stand am Anfang der Verschönerungsarbeiten Friedrich Wilhelms IV.
Es war wohl Peter Joseph Lenné, der vorschlug, „in Hinsicht auf die Schönheit“ die seit 1838 geplante Chausseeanbindung nach Hamburg von der Trasse der bisherigen Landstraße am Westhang des Ruinenberges an den Bornstedter See zu verlegen und jenseits von Bornim einige Begradigungen vorzunehmen. 1842 wurde die Chaussee bis zum Heineberg ausgeführt. Sie verlief in kühnem Schwung am Bornstedter Seeufer (die heutige B 273), um dessen malerisches Potential zu erschließen.
Am Nordhang des Ruinenberges befanden sich drei Schießstände des 1. Garde-Ulanen-Regiments. 1841 wurden diese Schießstände aufgegeben und ins Katharinenholz verlegt. Um freie Hand für die Umgestaltungen zu haben, erwarb der König das Gut Bornstedt zurück und gliederte es dem Kronfideikommiss ein. Vom Forstfiskus kaufte er den Ruinenberg hinzu. Damit war der König Eigentümer der meisten wichtigen Ländereien nördlich von Sanssouci, vom Bornstedter See bis zur Alexandrowka, von Schloss Sanssouci bis zum Nedlitzer Holz. Nur zwischen Bornstedt und Bornim gab es noch Kossätenäcker.
1842 wurde Bornstedt Gegenstand eines landwirtschaftlichen Großversuchs des Königs. Die Ackerflächen zwischen Ruinenberg und Bornstedter See wurden mit Hecken eingefasst, wie er es auf Reisen gesehen hatte. Neben dem „nie geahnten landschaftlichen Reiz“ rechnete er mit dem Verdunstungsschutz, den die Hecken gewährten.
Zu den von Lenné geplanten Neuanlagen gehörten weiter ein landschaftlich gestalteter Weg von Schloss Sanssouci in den Neuen Garten, der „Königsweg“ getauft wurde (jetzt „Voltaireweg“) sowie ein Abzweig zum Bornstedter Feld, der spätere Ulanen- oder Lazarett-, dann Brandhorstweg, jetzt Schlegelstraße.
Zum Schluss wurde der Ruinenberg als Landschaftspark gestaltet, und 1845 baute Ferdinand von Arnim nach Entwürfen von Ludwig Persius einen Wartturm im normannischen Stil. Seine Hauptaufgabe war es, Aussichten zu ermöglichen. Auch das Bornimer Amtsgehöft war zu sehen. Diese Sichtachse ist jetzt durch ein Technologiezentrum verbaut. Der Turm war zugleich Zielpunkt der neubepflanzten Chaussee von Bornim und des Bornstedter Kirchenschiffs.
Der Weg von Bornstedt nach Nedlitz (heute Kirschallee) wurde 1842 von Lenné auf der Ostseite mit einer Hecke und eine Lindenreihe bepflanzt.

### Der Raubfang
Der bewaldete Hügel namens Raubfang wurde 1844 mit Spazierwegen erschlossen und als Aussichtsberg gestaltet. Fünf Wege führten zu einem Aussichtsrondell. Man konnte besonders gut zum Pfingstberg und nach Bornim blicken. Am nördlichen Ausgang des Raubfangs begann die Lindenallee zum Amtsgehöft, die hinter demselben weiter bis nach Marquardt führt. Parallel zur Chaussee wurde ein Parkstreifen mit einem Spazierweg angelegt, der vom heutigen Habichtsweg zum Raubfang führte und Parkstraße genannt wurde.
Unter Leitung Lennés entstand durch dieses Maßnahmenbündel in Bornstedt ein „neuer Park oder das Bornstädter Feld“, wie ein zeitgenössischer Führer schreibt.

### Aufschwung der Baukultur im 19. Jahrhundert

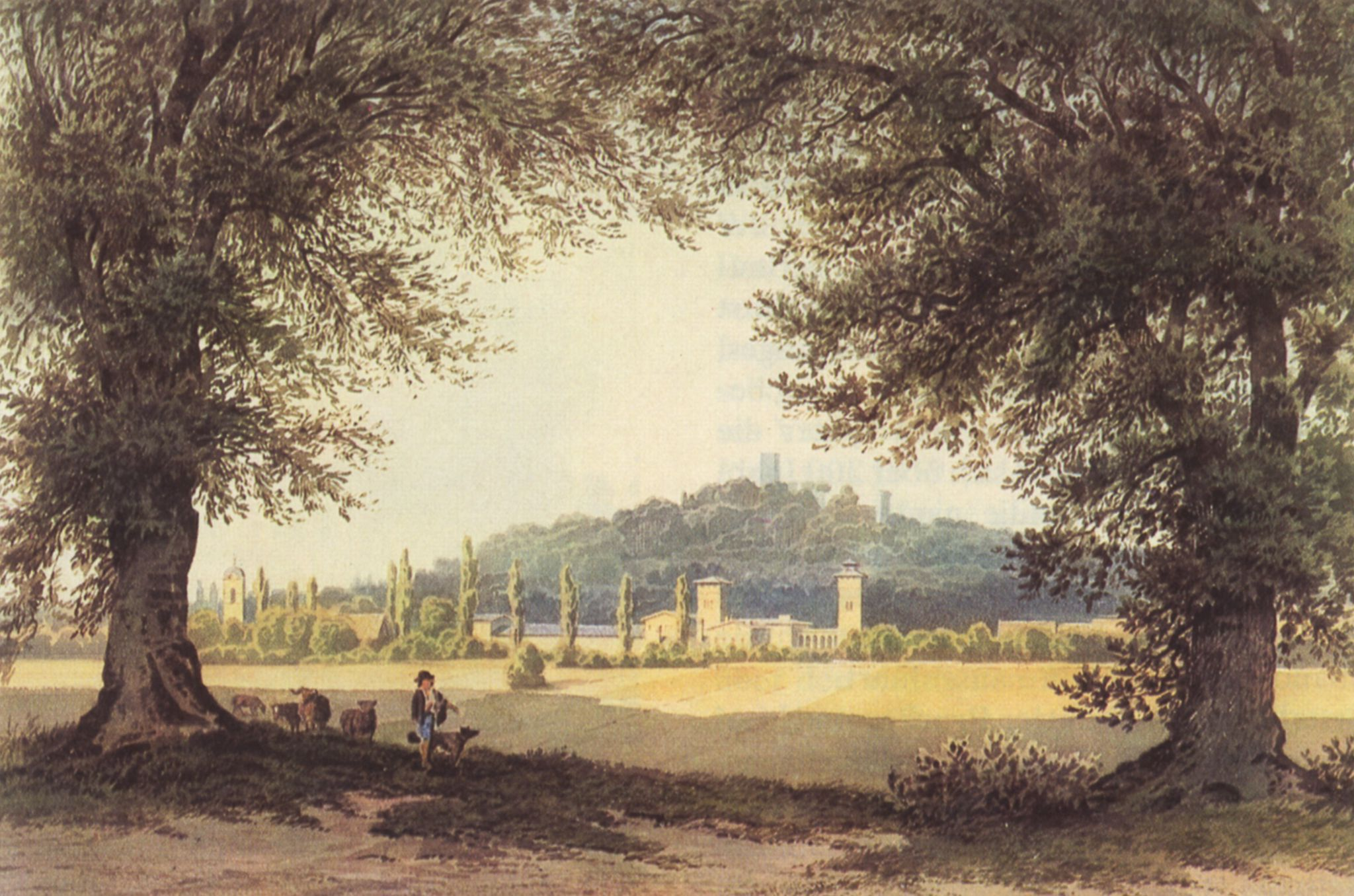
Gut und Kirche Bornstedt um 1850 mit Ruinenberg im Hintergrund

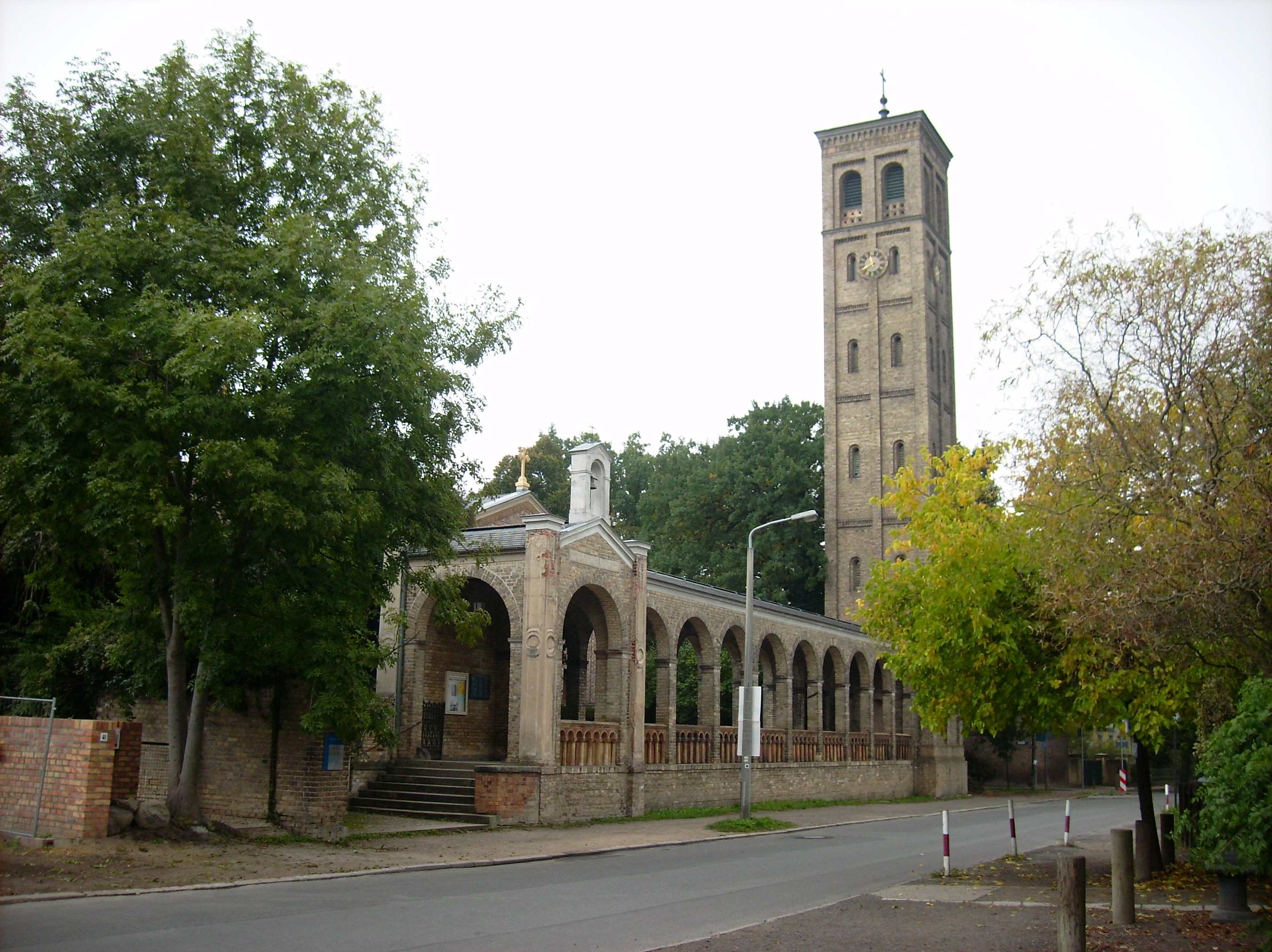
Säulenarkade und Glockenturm am Bornstedter Friedhof

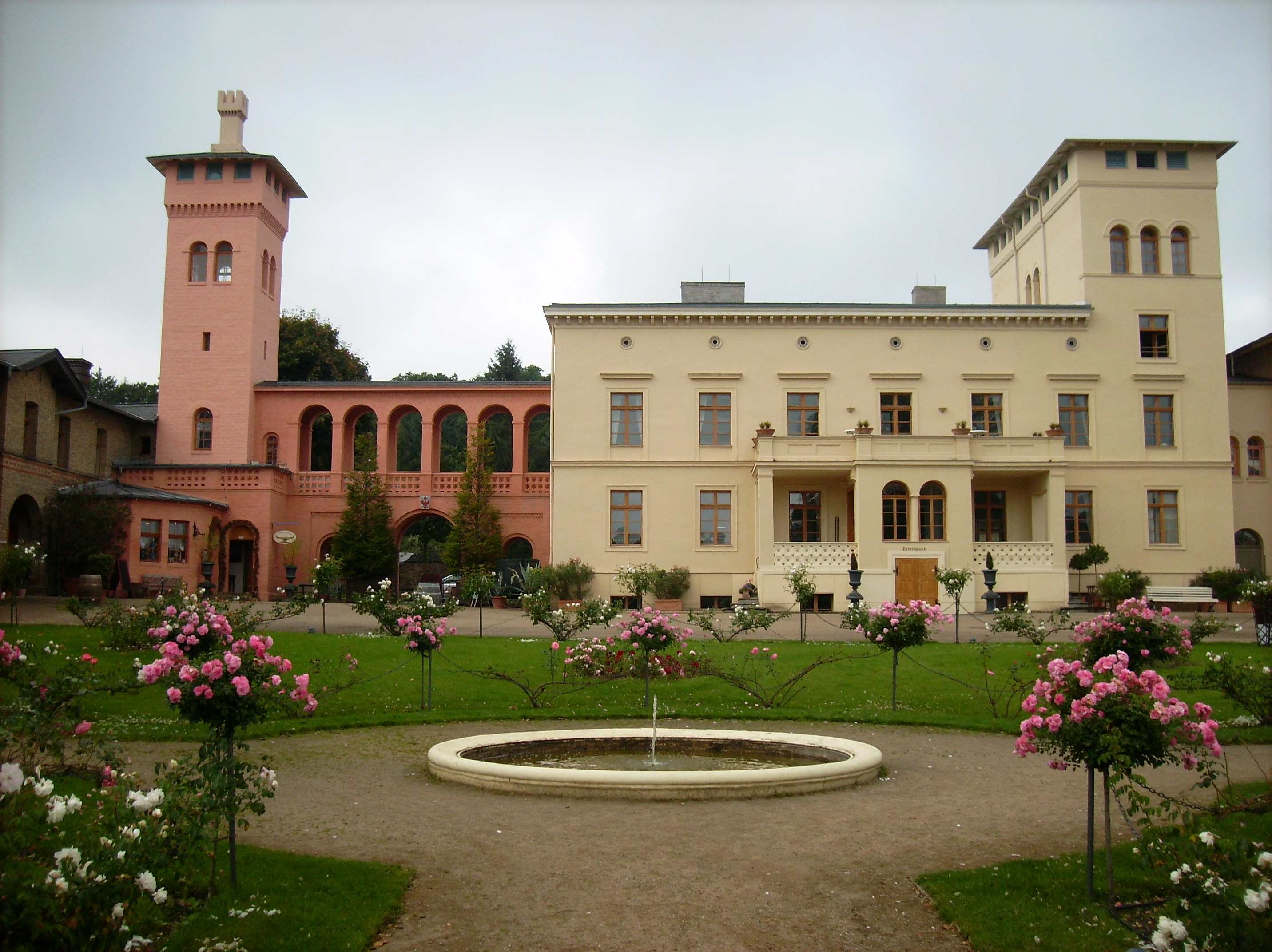
Krongut Bornstedt

Bornstedt bestand bis Mitte des 19. Jahrhunderts aus ärmlichen Fachwerkhäusern mit Strohdächern. Auf der Südseite der Chaussee entstand 1843 als Dorferweiterung die Kolonie Neu-Bornstedt. Es waren niedrige Kossätenhäuser, denen jeweils ein Morgen Land zugeordnet war. Die Siedler nutzen das Land vorwiegend zum Obstbau. 1843 verpflichtete der König den Tischlermeister Heinrich Rietz sein Haus (heute Ribbeckstraße 22) nach einem italianisierenden Entwurf mit Turm von Ludwig Persius zu erbauen und gewährte ihm hierzu einen Zuschuss von 600 Talern. Rietz musste sich verpflichten, „keinerlei aeußere bauliche oder sonstige Einrichtung oder Anlagen ohne Genehmigung Sr. Majestät des Königs vorzunehmen.“ Diese Erklärung wurde im Hypothekenbuch eingetragen und galt auch für nachfolgende Eigentümer. Das aus Klinkern erbaute Wohnhaus erhielt einen Turm und war mit dem Werkstattgebäude durch eine weinberankte Pergola verbunden. Dies war der erste italianisierende Bau in Bornstedt.
1844 besprach der König mit Persius den Umbau sämtlicher Bauernhäuser in Bornstedt, verzichtete aber darauf, als er von den Kosten erfuhr. Jedoch ließ er alle Bauvorhaben in Bornstedt durch Ludwig Ferdinand Hesse, später Ferdinand von Arnim, begutachten.
1846–48 wurden die Gebäude des Krongut Bornstedt italienisch umgestaltet, 1851 wurde mit der Neuen Orangerie begonnen, die sich im Bornstedter See spiegelt. 1855/56 schließlich ließ der König die Dorfkirche italienisch umbauen. Vor der Kirche entstand eine von Arkaden begrenzte Terrasse für die Aussicht über den See zum Ruinenberg. Das baufällige alte Küster- und Schulhaus, das der Kirche genau gegenüberstand, wurde auf Wunsch des Königs 1855 abgerissen und weiter südlich daneben ein neues gebaut, damit die Sicht frei war. Selbstverständlich erhielt auch dieses ein italienisches Gewand (von Hesse) und einen kleinen Turm. Hier ging der spätere Wilhelm II. zur Schule. Nach dem Tode Friedrich Wilhelms IV. wurde das Italianisieren unmodern, wenngleich es sich in Potsdam besonders lange hielt. In Bornstedt fühlte sich noch der Architekt Emil Kopp dem königlichen Vorbild verpflichtet, als er 1872 eine Villa unterhalb der Orangerie baute (Ribbeckstraße 51), die später mit einem Turm versehen wurde. Nur noch vage italianisierend ist die Villa des Kaufmanns Heydemann (Ribbeckstraße 2) von 1873, deren turmartige Südseite sich aufdringlich zwischen Orangerie und Krongut schiebt. Das Pfarrhaus von 1870 passte sich nur noch in Material und Dachneigung dem italienischen Stil an. Gegenüber entstand 1912 das Feodora-Kinderheim. Die Nedlitzer Straße zwischen den beiden Gebäuden wurde erst 1938 geschlossen und in den Schulplatz einbezogen. Die späteren privaten Neubauten in der Dorfstraße lösten sich ganz von solchen Vorgaben. Ein letztes Mal erinnerte sich Kaiser Wilhelm an den Stil seines Bruders, als 1887 am Anfang des Königswegs auf königlichem Grund ein Steuerhaus zur Einnahme von Wegezöllen errichtet werden sollte. Dieses Häuschen, das den Blick von der Chaussee und vom Aussichtsweg auf sich zieht, wurde – gänzlich anachronistisch – in der Art von Persius mit Turm und Rundbogenfenstern erbaut.
1876 ließ der Regimentsschneidermeister Albert Burde in der Potsdamer Straße das erste größere Mietshaus bauen. Damit begann Bornstedts bescheidene Gründerzeit. Die Bevölkerung blieb aber vorwiegend aus Kleinbauern, Handwerkern und Arbeitern zusammengesetzt.

### Bornstedt als Wohnsitz des Kronprinzenpaares
Friedrich Wilhelm IV. hielt sich kaum in Bornstedt auf, obwohl im Obergeschoss des Amtshauses Räume für ihn reserviert waren. Erst 1867 kam vornehmes Leben nach Bornstedt, als König Wilhelm I. das Krongut dem Prinzen Friedrich Wilhelm, dem späteren Kaiser Friedrich III., „zum Naturalbesitz und Nießbrauch“ übergab. Entscheidende Impulse gab seine Gemahlin Victoria, die älteste Tochter der gleichnamigen Queen, „die sich angelegentlich für die Landwirtschaft interessiert und längst den Wunsch hegte, eine solche Musterwirthschaft, wie ihr hoher Vater deren verschiedene in England ins Leben gerufen hat, in ihrer nächsten Nähe einzurichten.“
1873 wurde der Garten des Kronguts von Victoria umgestaltet. Durch die Kronprinzessin wurde ein anglisierender Baustil maßgeblich. Als die Schule zu klein wurde, ließ die Kronprinzessin 1877 in dem Gehölz nördlich des Ortsausgangs eine neue im englischen Stil erbauen. Die Kirche wurde nach Angaben Victorias von Reinhold Persius 1881/82 nach Osten erweitert. Außerdem wurden ein Waisenhaus und zwei Gutsarbeiterhäuser an der Potsdamer Straße erbaut.
Bornstedt wurde durch die Aktivitäten der königlichen Gutsherrschaft bekannter als es jemals gewesen war. Diese Periode endete aber schon 1888 mit dem Tode Kaiser Friedrichs III. Zu seinem Andenken wurde die Chaussee Friedrich-Wilhelm-Straße und die Dorfstraße Victoriastraße benannt (heute Potsdamer Straße und Ribbeckstraße).

### Preußische Militärbauten
Friedrich Wilhelm IV. wollte offenbar kein Militär auf seinen Ausritten sehen. Die Entwürfe für den Ruinenberg zeigen, wie das Militär immer mehr zurückgedrängt wurde. Es entstand lediglich in der Jägerallee 1845 ein einfacher rechteckiger Reitplatz des 1. Garde-Ulanen-Regiments, der gegen den Königsweg abgepflanzt war.
Erst als der König und Lenné gestorben waren, entstand 1867–68 die Kaserne des 3. Garde-Ulanen-Regiments an der Jägerallee auf dem Gelände des Reitplatzes. So wurde mit dem Zubauen der geschmückten Feldflur östlich des Ruinenberges durch Kasernenbauten begonnen. Das Land blieb Eigentum der Krone und wurde nur befristet an den Militärfiskus verpachtet.
1872 erhielt Bornstedt im Katharinenholz sein erstes militärisches Denkmal. Es erinnerte an die Gefallenen des 1. Garde-Regimentes zu Fuß von 1864–71. Der Standort wurde gegenüber der Offiziersgaststätte „Neue Welt“ gewählt.
1885–89 entstand die 1. Garde-Ulanen-Kaserne am Königsweg. Das Garnisonlazarett wurde 1893 daneben errichtet und erhielt einen Lazarettpark von Hermann Kube. Der Lazarettpark wurde 1998 mit mehrgeschossigen Wohnblocks bebaut.
Der Raubfang wird seit 1912 durch die Döberitzer Heerstraße (Amundsenstraße) durchschnitten. Sie wurde als Chaussee des Kreises Osthavelland finanziert, diente aber vor allem dazu, dass Kaiser Wilhelm II. mit dem Auto schnell vom Neuen Palais zu den Truppen nach Döberitz und nach Berlin gelangen konnte. Im Übrigen wurde die Chaussee in das Landschaftsbild eingefügt und mit vier Baumreihen bepflanzt – in den bewaldeten Abschnitten mit Platanen, in den freiliegenden Abschnitten mit Linden. Die Stämme wurden mit Girlanden aus Jungfernrebe bepflanzt. Der Raubfang wurde zu Baugrundstücken aufgeteilt. Da die Parkstraße somit kein Ziel mehr hatte und nur Kosten verursachte, wurde sie 1936/37 aufgehoben und den Vorgärten der Potsdamer Straße zugeschlagen.

### Umgemeindungen
1928 wurden alle Gutsbezirke aufgelöst. Die Gutsbezirke Sanssouci und Bornstedt (nicht zu verwechseln mit der Gemeinde Bornstedt) und damit der Ruinenberg, wurden vom Kreis Osthavelland nach Potsdam umgemeindet. Doch erst nach 16-jährigen Verhandlungen übertrug die Krongutsverwaltung am 26. Februar 1935 den Ostabschnitt der Pappelallee zwischen Wegestern und Jägerallee, den Lazarettweg, den Königsweg zwischen Lazarettweg und Jägerallee und den Lehmweg (Ruinenbergstr.) vom Königsweg bis zur Siedlung Vaterland der Stadt. Die übrigen Straßen verblieben bis 1945 bei der Schlösserverwaltung bzw. dem Krongut.
Hermann Göring unterzeichnete am 27. Juni 1935 „im Namen des Führers“ das Gesetz zur Eingemeindung von Bornim, Bornstedt, Nedlitz und Eiche nach Potsdam. Um diese Gemeinden sowie die Kriegsschule und die Kaserne an der Pappelallee besser anzubinden, wurde die Pappelallee nach Süden verbreitert und mit Kleinsteinpflastern versehen.

### Bornstedt in der Zeit des Nationalsozialismus
Hans Friedrichs, seit 1934 Oberbürgermeister von Potsdam, wollte „wilde Wucherung“ vermeiden, die „uns noch verbliebene Naturschönheit“ und insbesondere den landwirtschaftlich geprägten Potsdamer Nordraum erhalten. Es gelang ihm, das Bornstedter Feld nördlich des Ruinenberges vor den Bauwünschen des Militärs dahingehend zu schützen, dass die zusätzlichen Gebäude der Adolf-Hitler- und Ludendorff-Kaserne sowie der Kriegsschule Potsdam am äußersten Rand des Feldes entstanden und dessen Weite beim Blick vom Ruinenberg in keiner Weise beeinträchtigten. „Insbesondere habe ich mich dagegen ausgesprochen, das Gelände unmittelbar unterhalb des Ruinenberges mit dem Kasernement für die Kriegsschule zu besetzen.“
Hinter dem schon vorhandenen Militärsportplatz der Maschinengewehrkaserne an der Pappelallee baute Heeresbaurat Weyher 1934–1941 für das Infanterieregiment Nr. 9 vier Mannschafts- und ein Wirtschaftsgebäude, die 1938 den Namen „Adolf-Hitler-Kaserne“ erhielten (heute Fachhochschule).
An der Nedlitzer Straße entstand 1934–36 die „Ludendorff-Kaserne“, gefolgt 1936–39 von der „Hohenlohe-Kaserne“ weiter südlich, eingebettet in den Wald (heute leerstehend).
Gleichzeitig baute Weyher 1934–36 die neue Kriegsschule Potsdam an der Kirschallee (heute Wohnungen und Grundschule). Sie erhielt einen modernen Sportplatz und eine Schwimmhalle.
Auf der Westseite der Kirschallee bauten die Architekten v. Estorff & Winkler Beamtenwohnhäuser für die Kriegsschule. Zur Erschließung dieser Gebäude wurde eine Stichstraße angelegt (heute Neue Kirschallee), und es entstand ein neuer Platz, auf dem die Russen später ein Panzerdenkmal aufstellten.
1935/36 gestaltete Hans Kölle im Auftrag von Friedrichs den schlichten Heldenhain am Bornstedter Friedhof. In der Gedenkanlage befindet sich rechts vom Eingang eine Bronze-Skulptur, die 1937 von Walter E. Lemcke geschaffen wurde zu Ehren der Gefallenen im Ersten Weltkrieg.

### Bornstedt in der DDR

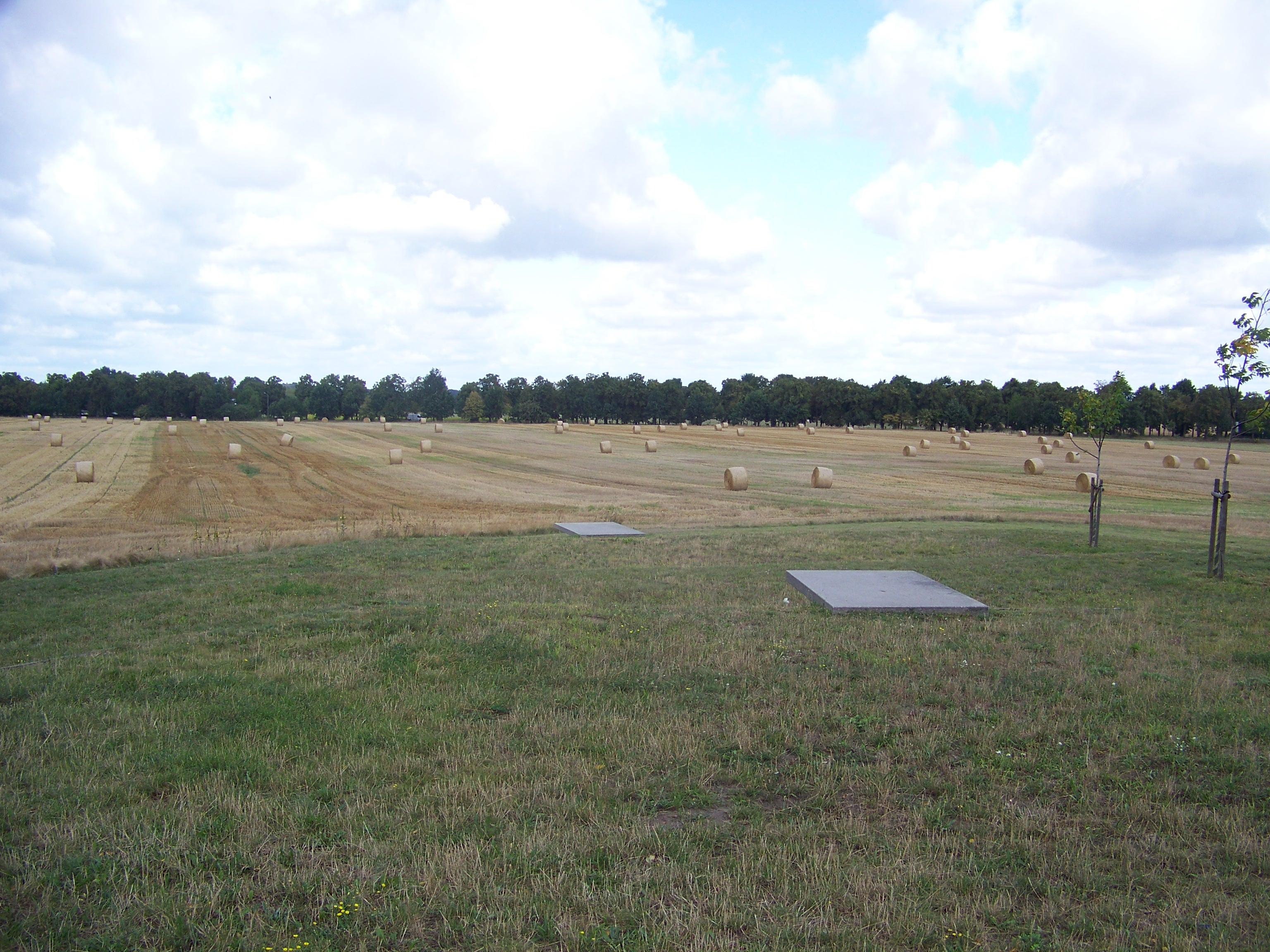
Bornstedter Feldflur

Die militärischen Anlagen wurden zwischen 1945 und 1993 von der sowjetischen bzw. russischen Armee genutzt. Das Bornstedter Feld nördlich der Pappelallee wurde eingefriedet und war für die Potsdamer nicht mehr zugänglich. Die militärische Nutzung hinterließ deutliche Spuren. Noch heute wird bei Bauarbeiten regelmäßig Kriegsmaterial gefunden. Höhepunkt war der Fund eines Panzers beim Bau der Häuser an der Hermann-Mattern-Promenade.

## Volkspark (ehemaliges Bugagelände)
Aus dem Gelände der Bundesgartenschau 2001 (BUGA) ist der Volkspark Potsdam entstanden. Besonders zu erwähnen ist die Möglichkeit, den Park mit Fahrrad und Skates zu erkunden, was in den anderen Parks von Potsdam größtenteils verboten ist. Auf der zentralen Parkbühne finden im Sommer Konzerte und ähnliche Veranstaltungen statt. Der Park ist eintrittspflichtig. Hier steht auch die Biosphäre Potsdam. Zu Bugazeiten waren hier kurzfristige Ausstellungen rund um Flora und Blumenbinderei. Das Nachnutzungskonzept sieht längerfristige Ausstellungen zu verschiedenen Themen („Dinotopia“, „Die Erben der Saurier“, „Faszination Regenwald“) vor. Obwohl die Halle auf dem ehemaligen Bugagelände steht, ist sie rechtlich und wirtschaftlich eigenständig.

## Verkehrsanbindung

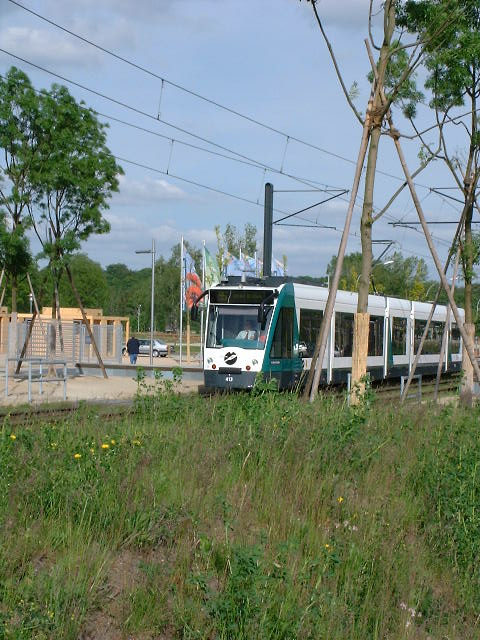
Straßenbahn am Volkspark

Bornstedt wird von zwei Bundesstraßen durchquert. Zum einen die B 273, die als Bornstedter Str. und Potsdamer Str. (stadtauswärts) die Verbindung zur A 10 bildet. Zum anderen die B 2, welche als Am Schragen und Nedlitzer Str. (stadtauswärts) die Hauptausfallstraße nach Norden darstellt.
Bornstedt durchziehen zwei Straßenbahntrassen, welche sich an der Haltestelle Campus Fachhochschule trennen bzw. vereinen. Die nach Norden führende Trasse endet an der Haltestelle „Campus Jungfernsee“ im gleichnamigen Wohnviertel. Die zweite Trasse führt westwärts bis zur Endhaltestelle „Bornstedt Kirschallee“ im Wohnviertel „Kaserne Kirschallee“. Beide Trassen werden von Straßenbahnlinien jeweils im 20-Minuten-Takt mit dem Potsdamer Stadtzentrum verbunden. In 10 Minuten ist man in der Fußgängerzone, in 15 Minuten am Hauptbahnhof. Zwei Buslinien „umfahren“ Bornstedt und erschließen so die äußeren Ränder Potsdams. Eine Nachtbuslinie garantiert eine Rund-um-die-Uhr-Versorgung.

## Neubaugebiete
Rund um den Volkspark entstanden im sogenannten Bornstedter Feld etliche Neubaugebiete, von denen das „Friederikenviertel“ mit seiner Architektur in Anlehnung an das Holländische Viertel (unter Potsdamern scherzhaft „Modell im Maßstab 1:10“ genannt) hervorsticht. Der Ausbau der Baugebiete ist noch nicht abgeschlossen, es sollen auch Teile des Volksparkes bebaut werden. Bornstedt hat überwiegen den Charakter eines Schlaf- und Erholungsortsteils. Im Zuge der Baumaßnahmen sollen 6.800 Wohnungen und 5.000 Arbeitsplätze entstehen.

## Campus Fachhochschule
Direkt an der gleichnamigen Straßenbahnhaltestelle wurde der neue Campus der Fachhochschule Potsdam auf dem Gelände der ehemaligen „Adolf-Hitler-Kaserne“ des Infanterie-Regiments 9 eröffnet. Er soll den Standort im Stadtzentrum ersetzten. Neben sanierten Gebäuden wurde ein Neubau errichtet, der vor allem die Design-Studiengänge beherbergt.

## Sehenswürdigkeiten
- Volkspark (ehemaliger Bugapark)
- Bornstedter Feldflur
- Krongut Bornstedt

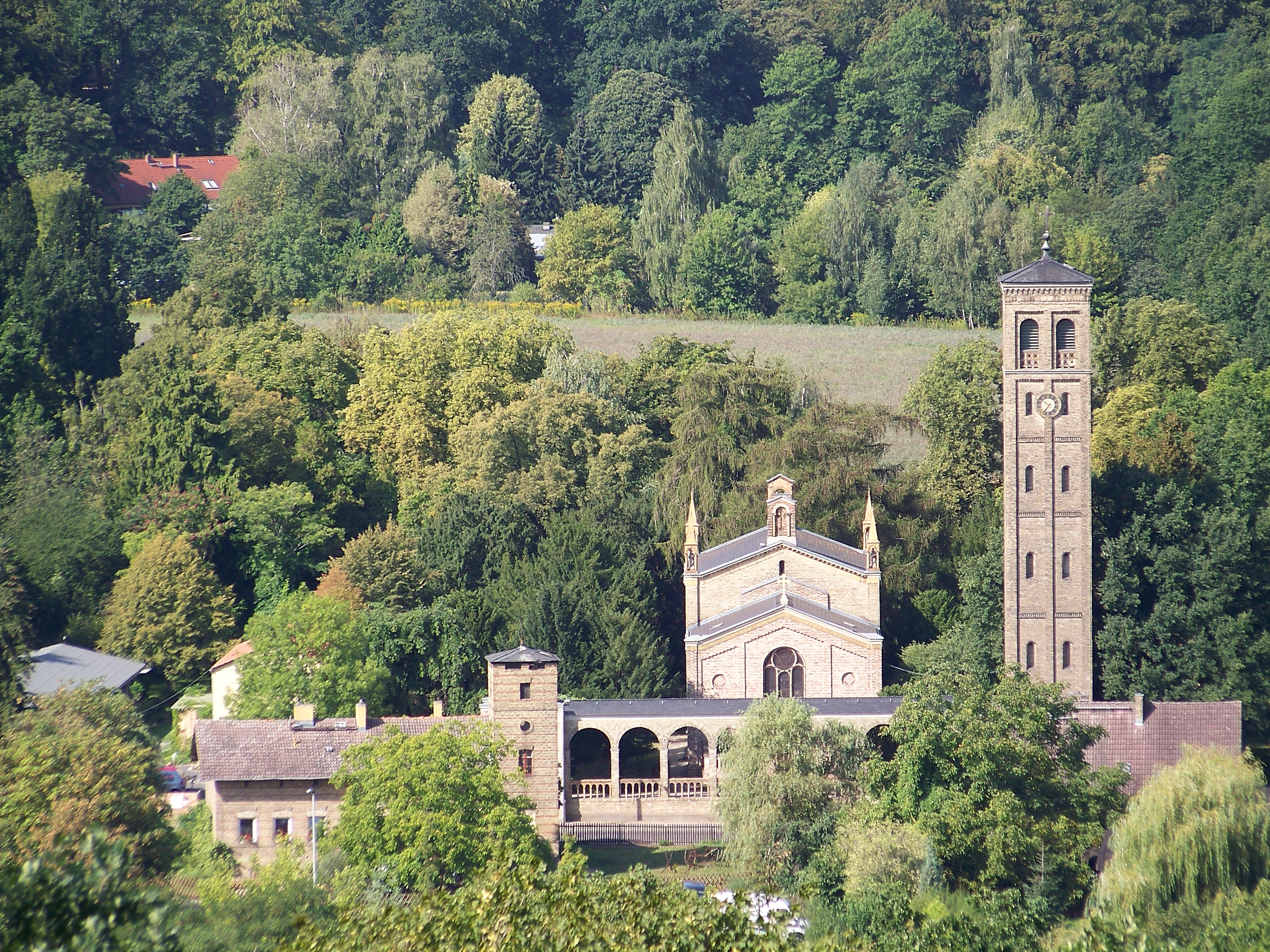
Die Bornstedter Kirche

- Kirche Bornstedt, die im Auftrag Friedrich Wilhelms IV. (nach einem Entwurf von Ludwig Persius) 1854 von Friedrich August Stüler im italianisierenden Stil geplant und ausgeführt wurde.
- Bornstedter Friedhof, auf dem auch die Mitglieder der Hofgärtner-Dynastie Sello, der Gartendirektor Peter Joseph Lenné, der Baumeister und Pomologe Heinrich Ludwig Manger, der Kunsthistoriker Willy Kurth, der preußische General Erich von Falkenhayn, der Architekt Ferdinand von Arnim, die Architekten Ludwig und Reinhold Persius sowie Johann Goercke und Ludwig Justi begraben liegen.